# Tour Sainte-Gertrude
Ne doit pas être confondu avec Tour Sainte-Gertrude (Tenneville).
Le tour Sainte-Gertrude est une fête processionnelle et folklorique annuelle organisée dans la ville belge de Nivelles en province du Brabant wallon. 
Il compte parmi les chefs-d’œuvre du Patrimoine oral et immatériel de la Fédération Wallonie-Bruxelles depuis 2004. La 744e édition sera organisée en 2020.

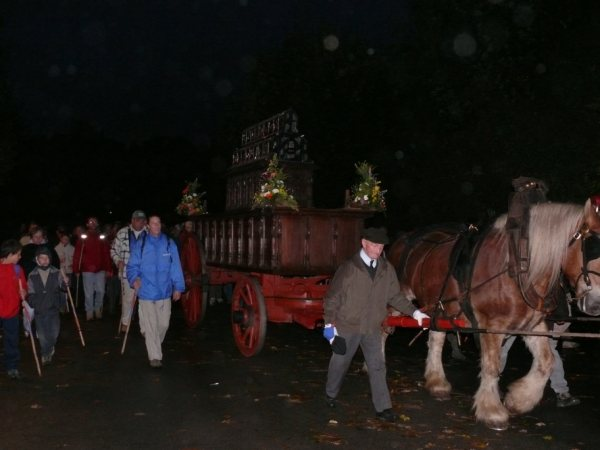
Le tour Sainte-Gertrude à l'aube

## Origine

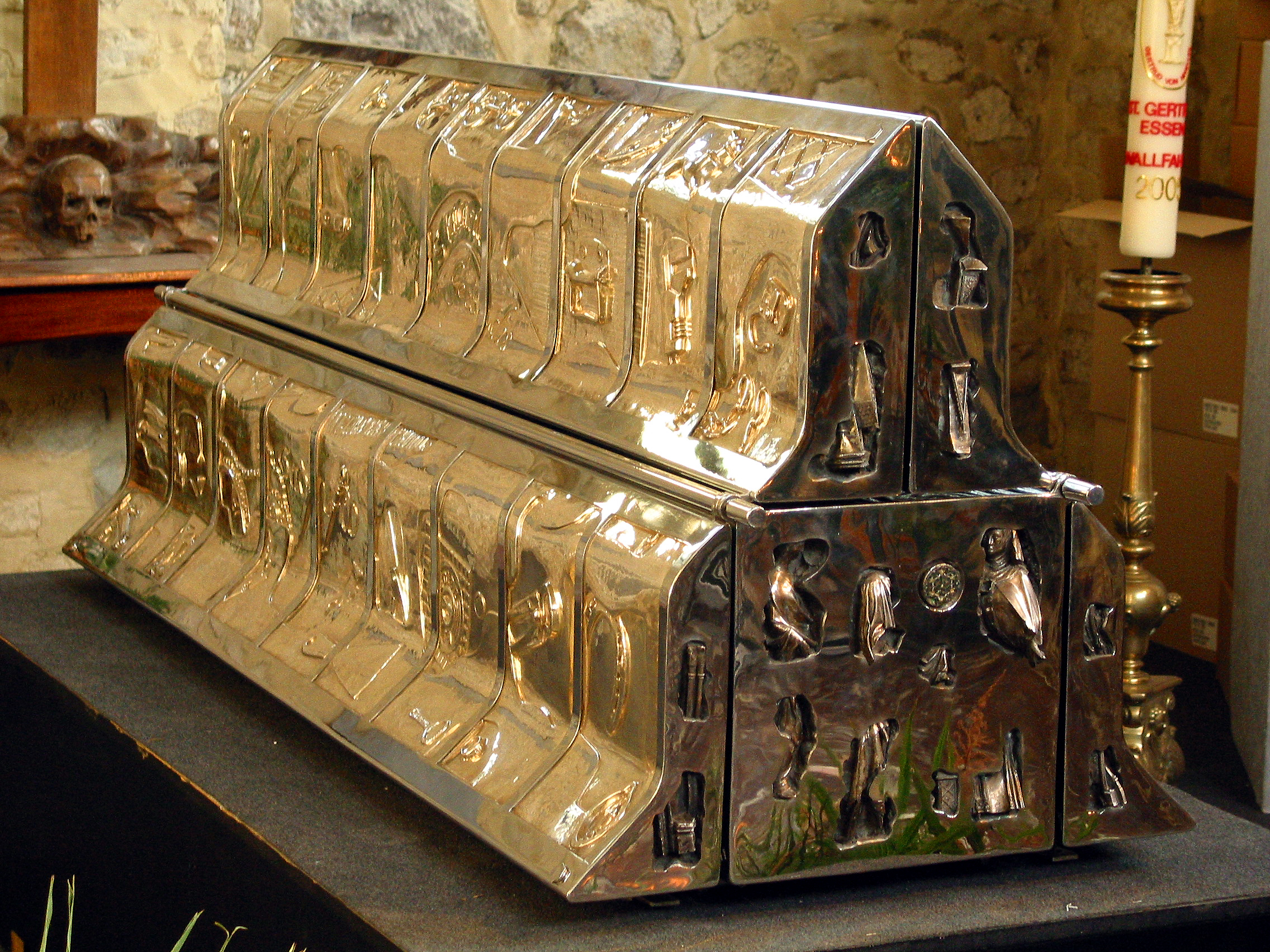
La châsse de sainte Gertrude

C’est en 1276 que, pour la première fois, on fait état d’une procession en l’honneur de sainte Gertrude alors que l’appellation Tour Sainte-Gertrude est attestée depuis le XIVe siècle où le chapitre et le pouvoir urbain organisaient l’événement. Ce tour fait référence et rend hommage à Gertrude de Nivelles, (vers 626-17 mars 659), moniale et sainte franque, première abbesse de l'Abbaye de Nivelles, fondatrice et sainte patronne de la ville de Nivelles. Jusqu’à la fin du XVIIIe siècle, le tour en l'honneur de sainte Gertrude se déroulait toujours le 29 septembre, jour de la Saint-Michel. 
La châsse de la sainte nivelloise avait été réalisée de 1272 à 1298 et fut, durant sept siècles et demi, l'un des plus grands chefs-d’œuvre de l’orfèvrerie médiévale avant d'être détruite le 14 mai 1940 à la suite du bombardement de la collégiale Sainte-Gertrude pendant la Seconde Guerre mondiale. Les reliques de la sainte étaient sauves. Une nouvelle châsse réalisée par le sculpteur Félix Roulin est finalement livrée en 1982.

## Déroulement de la fête
Le tour Sainte-Gertrude est organisé chaque année lors de la fête de Saint-Michel le 29 septembre ou le dimanche qui suit cette date quand le 29 septembre ne tombe pas un dimanche. Il se compose de deux parties : le tour du matin et la rentrée historique ou solennelle.
La veille du tour, le samedi en fin d'après-midi, a lieu un cortège accompagné des treize hallebardiers de Sainte-Gertrude emmenant la statue de Saint Paul partant de l'église du Saint-Sépulcre vers l'église des Saints Jean et Nicolas afin d'y escorter le reliquaire de Sainte Marie d'Oignies pour rejoindre la collégiale où est célébrée la messe solennelle, d'où la mise en char de la châsse s'effectue.
La journée du dimanche commence à 6h00 par une messe des pèlerins. Après cette cérémonie religieuse, les pèlerins acquièrent un bâton en coudrier (noisetier) qui a la propriété d'écarter les rongeurs. La châsse de sainte Gertrude est posée sur un char datant du milieu du XVe siècle tiré par six chevaux brabançons placés en file. Le tour du matin d'une longueur de 14 km à 17 km (suivant les sources) débute alors à 6h45. Ce tour contourne la ville de Nivelles dans le sens des aiguilles d'une montre en commençant par l'ouest et en empruntant routes, chemins mais aussi en traversant des champs. Ce tour est ponctué de plusieurs arrêts prières et repas. Ce trajet retrace le parcours hypothétique qu'effectuait régulièrement sainte Gertrude pour aller rendre visite aux pauvres et aux malades des alentours de l'abbaye de Nivelles afin de les aider. Vers 11h30, le cortège revient en ville. 
À 15h30, devant l'ancien couvent des Récollets, a lieu le départ de la rentrée historique ou solennelle en compagnie des géants nivellois (Argayon) et de leur ménagerie, des chanoinesses en costumes du XVIIe siècle, des mouvements de jeunesse de l'entité, du clergé, des autorités communales et de personnages déguisés en habits d'époque. Le trajet emprunte successivement la rue de Charleroi, la rue Saint-Georges, la rue des Vieilles Prisons, traverse la Grand-Place puis s'engage dans la rue Sainte-Gertrude, la rue du Coq, la rue Bayard, la rue de Mons pour revenir à la Grand-Place et à la collégiale. Le char avec la châsse de sainte Gertrude clôt le cortège qui rejoint la collégiale où les autorités communales rendent la châsse aux autorités ecclésiastiques et où est donné un Te Deum.